# Torneo de Gstaad 2025
El EFG Swiss Open Gstaad 2025 fue un torneo de tenis perteneciente al ATP Tour 2025 en la categoría ATP Tour 250. El torneo tuvo lugar en la ciudad de Gstaad (Suiza), desde el 14 hasta el 20 de julio de 2025 sobre tierra batida.

## Distribución de puntos
| Categoría            | G   | F   | SF  | CF | R16 | R32 | C  | C2 | C1 |
| Individual masculino | 250 | 165 | 100 | 50 | 25  | 0   | 13 | 7  | 0  |
| Dobles masculino     | 250 | 150 | 90  | 45 | 20  | 0   | -  | -  | -  |

## Cabezas de serie

### Individuales masculino
| Tenista                 | Ranking | Preclasificado |
| Casper Ruud             | 15      | 1              |
| Aleksandr Búblik        | 31      | 2              |
| Pedro Martínez          | 52      | 3              |
| Tomás Martín Etcheverry | 53      | 4              |
| Laslo Djere             | 60      | 5              |
| David Goffin            | 63      | 6              |
| Francisco Comesaña      | 65      | 7              |
| Arthur Rinderknech      | 72      | 8              |

- Ranking del 30 de junio de 2025.[2]

### Dobles masculino
| Tenista                         | Ranking | Preclasificado |
| Francisco Cabral Lucas Miedler  | 87      | 1              |
| Jakob Schnaitter Mark Wallner   | 120     | 2              |
| Hendrik Jebens Albano Olivetti  | 126     | 3              |
| Constantin Frantzen Robin Haase | 127     | 4              |

## Campeones

### Individual masculino
Aleksandr Búblik venció a  Juan Manuel Cerúndolo por 6-4, 4-6, 6-3

### Dobles masculino
Francisco Cabral /  Lucas Miedler vencieron a  Hendrik Jebens /  Albano Olivetti por 6-7(4-7), 7-6(7-4), [10-3]